# Fermi con le mani
Fermi con le mani è un singolo del cantautore italiano Fabrizio Moro, pubblicato il 4 novembre 2011 come secondo estratto dal primo album dal vivo Atlantico Live.

## Descrizione
Unico inedito contenuto nel disco insieme a Respiro, il testo è stato scritto da Moro stesso con la collaborazione di Pier Cortese ed è incentrato sulla morte di Stefano Cucchi.
La canzone fa parte anche come colonna sonora del documentario 148 Stefano - Mostri dell'inerzia.